# Bil Keane
William Aloysius Keane, plus connu sous le nom de Bil Keane, né le 5 octobre 1922 et mort le 8 novembre 2011, est un auteur de bande dessinée américain, célèbre pour être le créateur de The Family Circus comic strip paru dans de nombreux quotidiens nord-américains des années 1960 aux années 2010, et qui lui a valu le Prix Reubenen 1983.

## Prix
- 1981 : Prix Inkpot
- 1983 : Prix Reuben pour The Family Circus
- 2003 : Té d'argent de la National Cartoonists Society